# ポリコーロ
ポリコーロ（イタリア語: Policoro）は、イタリア共和国バジリカータ州マテーラ県にある、人口約18,000人の基礎自治体（コムーネ）。

## 地理

### 位置・広がり

#### 隣接コムーネ
隣接するコムーネは以下の通り。
- ロトンデッラ
- スカンツァーノ・イオーニコ
- トゥルシ

## 著名な出身人物
- ドメニコ・ポッツォヴィーヴォ - 自転車競技 選手。
- シモーネ・ザザ - のサッカー選手。